# Tongxiang
Tongxiang (桐乡 ; pinyin : Tóngxiāng) est une ville de la province du Zhejiang en Chine. C'est une ville-district placée sous la juridiction administrative de la ville-préfecture de Jiaxing.
Le vieux « bourg d'eau » de Wuzhen est situé dans sa juridiction.

## Démographie
La population du district était de 653 294 habitants en 1999.

## Production
Tongxiang est réputé pour ses chrysanthèmes cultivés (Chrysanthemum morifolium), nommés en chinois hángbáijú 杭白菊, servant à fabriquer des infusions de fleurs de chrysanthèmes. Les chrysanthèmes hangbaiju sont une variété à petites fleurs blanches et cœur jaune.

## Transport
La gare de Tongxiang sur la LGV Shanghai - Hangzhou.